# Bộ trưởng
Bộ trưởng (tiếng Anh: Minister) là một chính trị gia, giữ một công vụ quan trọng trong chính quyền cấp quốc gia, xây dựng và triển khai các quyết định về chính sách một cách phối hợp cùng các bộ trưởng khác. Bộ trưởng có quyền cấp cao hơn thứ trưởng, giám đốc sở, và thường là thành viên của nội các chính phủ, nội các thường do một thủ tướng đứng đầu.
Ở một số quốc gia và vùng lãnh thổ, bao gồm Hoa Kỳ, Anh, Hồng Kông và Philipinies, những người giữ công vụ ngang cấp bộ được gọi là Quốc vụ khanh (Secretary of state), hay được gọi tắt là Tổng thư (secretary).

## Từ nguyên học
Từ bộ trưởng (部長) có nguồn gốc Hán-Việt, có nghĩa là "người đứng đầu một bộ", xuất phát từ lục bộ trong thời phong kiến. Việt Nam Cộng hòa xưa gọi chức vụ này là tổng trưởng.
Từ minister xuất hiện trong tiếng Anh thời trung cổ, xuất phát từ ministre trong tiếng Pháp cổ và nguyên gốc là từ minister trong tiếng Latin, có nghĩa là "đầy tớ". Phần lớn các ngôn ngữ Tây phương đều dùng một từ có gốc từ minister của tiếng Latin.
Ở vài nước như: Hoa Kỳ, Philippines, Hong Kong... bộ trưởng được gọi là secretary (nguyên nghĩa là "bí thư" hay "thư ký"). (Từ secretary còn được sử dụng để chỉ đến phó đại sứ (những người đứng đầu một công sứ quán.)

## Lựa chọn
- Trong các quốc gia theo chế độ nghị viện, đặc biệt các nước sử dụng Hệ thống Westmister như Vương quốc Liên hiệp Anh và Bắc Ireland, Canada, Úc..., bộ trưởng phải được Quốc hội chọn.
- Trong các quốc gia theo chế độ tổng thống, như Hoa Kỳ, México, Philippines,... bộ trưởng do tổng thống chọn và trình quốc hội thông qua.
- Ở Việt Nam hiện nay, theo thủ tục chính thức, bộ trưởng do thủ tướng chọn và trình Quốc hội thông qua. Thực sự thì danh sách chính phủ đã được lựa chọn từ trước, do Bộ Chính trị Ban Chấp hành trung ương Đảng Cộng sản Việt Nam, vì vậy tuyệt đại đa số Bộ trưởng đều được Quốc hội thông qua. Ngoại lệ hiếm hoi là ông Cao Sĩ Kiêm, lúc đương là Thống đốc Ngân hàng Nhà nước, đã không được thông qua.[2]

## Kiểu bộ trưởng
- Mỗi quốc gia có các kiểu bộ trưởng riêng, và sẽ có danh xưng riêng, tùy theo số lượng các bộ.
- Kiểu bộ trưởng đặc trưng mà hầu như quốc gia nào cũng có:
  - Thủ tướng (thủ tướng cũng là bộ trưởng, có thể hiểu như là bộ trưởng của các bộ trưởng)
  - Bộ trưởng Tài chính
  - Bộ trưởng Ngoại giao
  - Bộ trưởng Quốc phòng
  - Bộ trưởng Nội vụ
  - Bộ trưởng Giáo dục
  - Bộ trưởng Môi trường
  - Bộ trưởng Y tế
  - Bộ trưởng Tư pháp
  - Bộ trưởng Văn hóa
  - Đôi khi có một chanchellor (Đại pháp quan, bộ trưởng ở Anh hay thủ tướng ở Đức)
  - Mỗi quốc gia có các kiểu bộ trưởng riêng, và sẽ có danh xưng riêng, tùy theo số lượng các bộ.
- Thành viên Nội các Chính phủ thời Quốc gia Việt Nam (1948-55) và Việt Nam Cộng Hòa (1955-75) có hơi khác đôi chút so với thành phần Chính phủ Cộng hòa Xã hội chủ nghĩa Việt Nam hiện nay

Thời trước 1975, dưới quyền Thủ tướng và Phó thủ tướng thường đặt ra bốn chức danh là: Quốc vụ khanh, Tổng trưởng, Bộ trưởng và Thứ trưởng (theo vị trí quan trọng từ cao xuống thấp. Riêng Quốc vụ khanh thường là một vị trí cố vấn đặc biệt và quan trọng đối với Thủ tướng)